# Vat (verpakking)

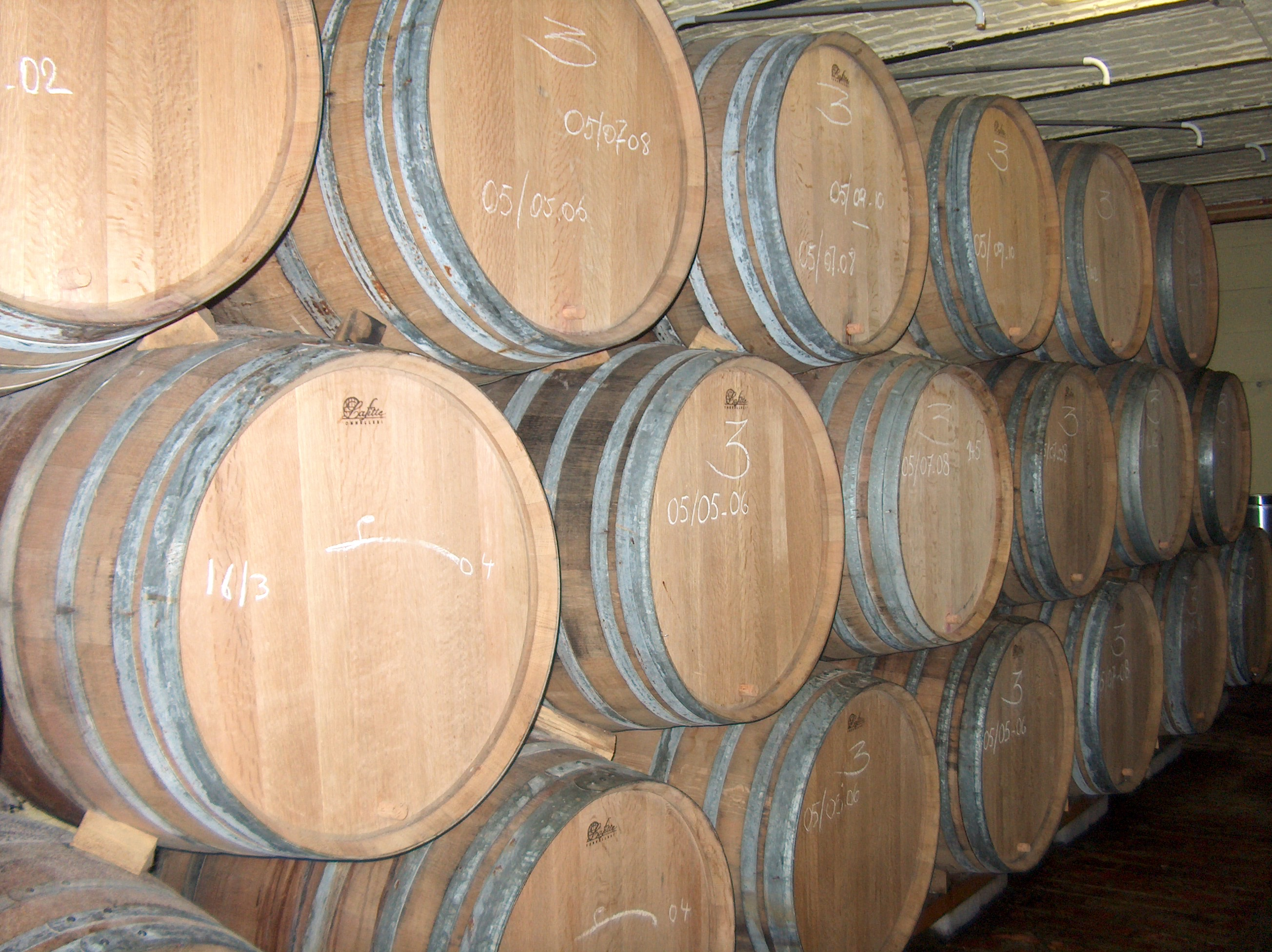
Eikenhouten wijnvaten

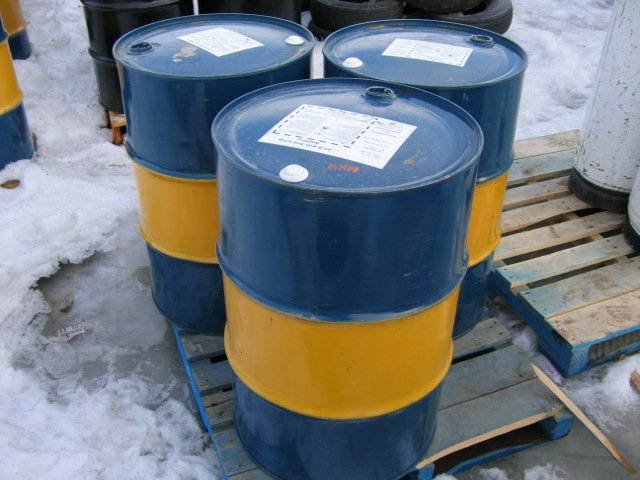
Metalen vaten om brandstof in op te slaan

Een vat, ton of fust is een meestal cilindrische constructie van hout, kunststof of metaal waar onder andere levensmiddelen (bijvoorbeeld zuurkool) of vloeistoffen (bijvoorbeeld bier) in kunnen worden bewaard. Houten vaten zijn in de regel niet zuiver cilindrisch, maar meer of minder buikig. Ze bestaan uit duigen, die met behulp van stalen hoepels bijeen worden gehouden. Tot het einde van de 19e eeuw werden er tenen hoepels gebruikt om de duigen bijeen te houden. Het maken en onderhouden van houten vaten was het werk van kuipers. Vroeger werden houten vaten veel gebruikt omdat ze uiteengenomen weinig plaats innamen en eenmaal in gebruik eenvoudig te verplaatsen waren door ze te rollen.
In Europa zijn vaten reeds algemeen in gebruik sinds de 3e eeuw. De Romeinen verspreidden ze over Europa na contact met de Galliërs die vaten gebruikten in plaats van de Romeinse amfora.
Een vat voor bier of wijn wordt ook wel fust genoemd.
In Vlaanderen is de term biervat algemeen gebruikelijk, dikwijls afgekort tot "vat". "Een vat geven" staat dan gelijk met een traktatie bier, tot het vat "af" is.
Een populair materiaal voor vaten is eikenhout (Europees eiken of Amerikaans wit eiken, dus geen rood eiken), vooral voor wijnvaten. Zulke wijnvaten worden vaak hergebruikt voor andere dranken.